# Andrij Markowycz
Andrij Mychajłowycz Markowycz, ukr. Андрій Михайлович Маркович (ur. 25 czerwca 1995 we wsi Mielnicz, w obwodzie lwowskim, Ukraina) – ukraiński piłkarz, grający na pozycji obrońcy.

## Kariera piłkarska

### Kariera klubowa
Wychowanek Szkoły Sportowej w Żydaczowie oraz Szkoły Piłkarskiej Karpat Lwów, barwy której bronił w juniorskich mistrzostwach Ukrainy (DJuFL). 25 lipca 2012 rozpoczął karierę piłkarską w juniorskiej drużynie Karpat, a 10 kwietnia 2016 debiutował w podstawowym składzie lwowskiego klubu. 2 marca 2017 został wypożyczony do Naftana Nowopołock. 7 sierpnia 2017 został wypożyczony do Ruchu Winniki. 25 lutego 2018 został piłkarzem Nõmme Kalju FC, w którym grał najpierw na zasadach wypożyczenia, a 24 grudnia 2018 klub wykupił kontrakt piłkarza.

### Kariera reprezentacyjna
Występował w juniorskiej reprezentacji U-17 i U-19. W 2015 bronił barw młodzieżowej reprezentacji.

## Sukcesy i odznaczenia

### Sukcesy piłkarskie
Nõmme Kalju FC
- mistrz Estonii: 2018